# 486 př. n. l.

## Úmrtí
- listopad – Dareios I., perský král

## Hlava státu
- Perská říše – Dareios I. (522 – 486 př. n. l.) » Xerxés I. (486 – 465 př. n. l.)
- Egypt – Dareios I. (522 – 486 př. n. l.) » Xerxés I. (486 – 465 př. n. l.)
- Sparta – Leónidás I. (490 – 480 př. n. l.) a Leótychidás II. (491 – 469 př. n. l.)
- Athény – Telesinus (487 – 486 př. n. l.) » Ceures (486 – 485 př. n. l.)
- Makedonie – Alexandr I. (498 – 454 př. n. l.)
- Římská republika – konzulé Spurius Cassius Viscellinus a Proc. Verginius Tricostus Rutilus (486 př. n. l.)
- Syrakusy – Gelo (491 – 478 př. n. l.)
- Kartágo – Hamilcar I. (510 – 480 př. n. l.)